# 736 a.C.

## Eventos
- Décima-primeira olimpíada; Leócares da Messênia foi o vencedor do estádio.[1]
- Batalha entre os lacedemônios e os argivos, em que lutaram trezentos de cada lado. Morreram todos, menos dois argivos.[2]
- 737/736: Belemurani, governador de Rasapa, magistrado epônimo da Assíria.[3]
- 737/736: O rei da Assíria permaneceu na terra.[3]
- 736/735: Inurta-ilaya, governador de Nísibis, magistrado epônimo da Assíria.[3]
- 736/735: Campanha dos assírios aos pés do Monte Nal.[3]